# Vingolf
Na mitologia nórdica, Vingolf ou Vingolfe se refere a um local em que as deusas se reuniam. Pelas fontes é possível crer que esse local seja um salão, situado em um lugar majestoso de Asgard ou Godheim, o mundo superior no qual habitam os deuses.